# Tuniscope
Tuniscope est un portail web communautaire et généraliste tunisien focalisé sur l'actualité de la région de Tunis. Il est géré par la compagnie tunisienne Eolia sous la houlette de Khaled Aouij.

## Prix et récompenses
En 2010, le site reçoit un prix remis dans le cadre du Sommet mondial sur la société de l'information.

## Popularité
Sa couverture des évènements ainsi que la catégorie « Bons plans » que le site propose, font de lui le septième site web le plus consulté en Tunisie en décembre 2014.
En 2019, il annonce plus de cinq millions de vues de ses vidéos et se place à la quatorzième place place des sites tunisiens les plus visités, et à la première place dans la catégorie pure players.
En 2020, il est le treizième site le plus visité.

## Trophées Tounsi du monde
En 2019, Eolia Tuniscope crée et organise la première cérémonie des trophées Tounsi du monde.